# Herman Egon de Fürstenberg

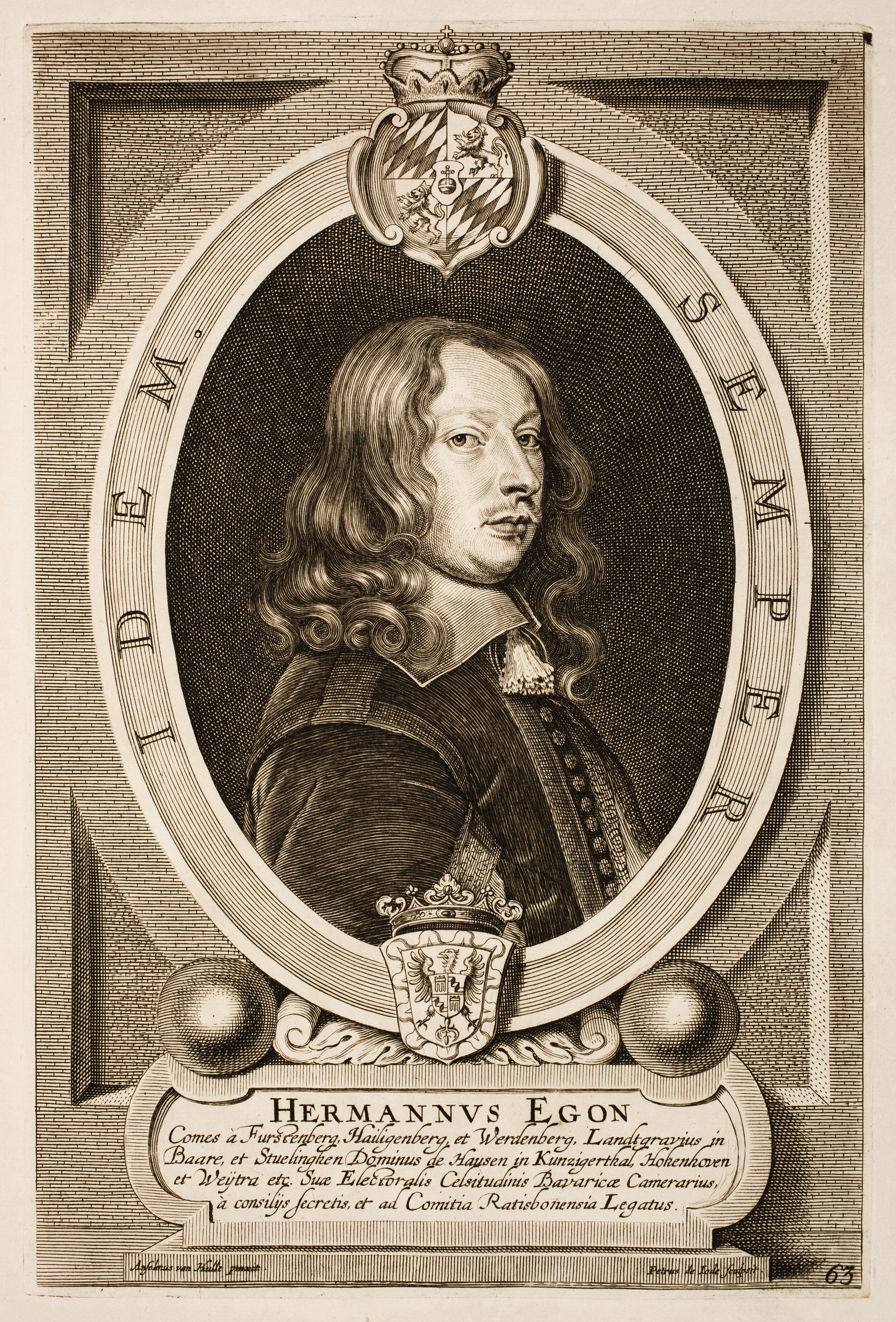
Grabado de Herman Egon.

El Príncipe Herman Egon de Fürstenberg-Heiligenberg (5 de noviembre de 1627-22 de septiembre de 1674 en Múnich) fue Hofmeister, Chambelán, Consejero Privado y Hofmarschall del Elector Fernando María de Baviera. Con sus hermanos Francisco Egon y Guillermo Egon, jugó un importante papel en la elección imperial de 1658 en Frankfurt. En 1664, Herman Egon y sus hermanos fueron elevados a Príncipes Imperiales.

## Biografía
Herman Egon era el cuarto hijo varón de Egon VIII de Fürstenberg-Heiligenberg y de la Condesa Ana María de Hohenzollern-Hechingen (1603-1652). Estudió en Colonia entre 1639 y 1643, y después pasó dos años en la Universidad de Lovaina. En 1651, se convirtió en consejero secreto en la corte del Elector Maximiliano I de Baviera. 
En 1655, sus hermanos Francisco Egon y Guillermo Egon, que ambos eran obispos, le cedieron Fürstenberg-Heiligenberg a él, a cambio de una compensación monetaria. En 1657, realizó un acuerdo similar con su hermano mayor, Fernando Federico Egon.
Los miembros de la familia Fürstenberg eran Condes Imperiales. En 1664, el emperador Leopoldo elevó a Herman Egon y a sus hermanos Francisco Egon y Guillermo Egon al rango de Príncipe Imperial.
En 1672, aconsejó al Elector de Baviera en contra de entrar en la guerra franco-holandesa. Esto le hizo caer en desgracia a ojos del emperador Leopoldo I. Murió el 22 de septiembre de 1674 en Múnich y fue enterrado en la capilla del castillo de la familia en Heiligenberg.

## Matrimonio e hijos
En 1655, Herman Egon se casó en Stühlingen con María Francisca de Fürstenberg-Stühlingen (fallecida el 24 de agosto de 1680 en Weitra). Con ella tuvo ocho hijos:
- Antonio Egon (23 de abril de 1656 - 10 de octubre de 1716), sucedió a su padre como gobernante de Fürstenberg-Heiligenberg.
- Félix Egon (25 de noviembre de 1657 - 5 de marzo de 1686 en Colonia), Alto Preboste del Electorado de Colonia.
- Ana Adelaida (16 de enero de 1659 - 13 de noviembre de 1701 en Bruselas), casada con el Príncipe Eugenio Alejandro Francisco de Thurn y Taxis.
- María Francisca (17 de septiembre de 1660 - 8 de junio de 1691), casada con el Príncipe Guillermo Jacinto de Nassau-Siegen.
- Max Egon Fernando (24 de octubre de 1661 - 6 de mayo de 1696 en París), general francés.
- Emanuel Francisco Egon (7 de marzo de 1663 - 6 de septiembre de 1688 en las afueras de Belgrado), coronel imperial; casado con Catalina Carlota von Wallenrodt (amante de su tío Guillermo Egon von Fürstenberg) en 1685.[3]
- Una niña (n. y m. 5 de junio de 1665).
- Juan Egon (25 de abril de 1667 - antes de 1670).